# 王涌天
王涌天（1957年8月—），男，汉族，中华人民共和国光学工程专家，北京理工大学信息科学技术学院光电信息技术与颜色工程研究所所长，第十一、十二、十三届全国政协委员。

## 生平
2008年，当选第十一届全国政协委员，代表科学技术界，分入第二十九组。2018年1月，当选第十三届全国政协委员。